# Repique de mão
 (signalé en juin 2025).
Si vous disposez d'ouvrages ou d'articles de référence ou si vous connaissez des sites web de qualité traitant du thème abordé ici, merci de compléter l'article en donnant les références utiles à sa vérifiabilité et en les liant à la section « Notes et références ».
- Archive Wikiwix
- Bing
- Cairn
- DuckDuckGo
- E. Universalis
- Gallica
- Google
- G. Books
- G. News
- G. Scholar
- Persée
- Qwant
- (zh) Baidu
- (ru) Yandex
- (wd) trouver des œuvres sur Wikidata

Le repique de mão (repique à main) est un instrument de percussion cylindrique, joué avec les mains, originaire du Brésil.
Il a été adapté en utilisant un son de batterie acoustique, une idée développée par Ubirany (pt) de Cacique de Ramos (pt) (membre et l'un des fondateurs du groupe de samba Fundo de Quintal). Cet instrument a un groove particulier qui donne un swing particuliers au cercle de samba.